# Горњи Давидовићи
Горњи Давидовићи су насељено мјесто у општини Билећа, у Републици Српској, Босна и Херцеговина. Према попису становништва из 1991. у насељу је живјело 27 становника. На попису становништва 2013. године, према подацима Агенције за статистику Босне и Херцеговине пописано је 19 становника.

## Становништво
| Националност       | 1991. | 1981. | 1971. | 1961. |
| Срби               | 23    | 41    | 105   | 161   |
| Југословени        | 4     |       |       |       |
| остали и непознато |       | 1     |       |       |
| Укупно             | 27    | 42    | 105   | 161   |

| Демографија | Демографија | Демографија |
| Година      | Становника  | Становника  |
| ----------- | ----------- | ----------- |
| 1961.       | 161         |             |
| 1971.       | 105         |             |
| 1981.       | 42          |             |
| 1991.       | 27          |             |